# Turze (powiat pyrzycki)
Turze (niem. Horst) – wieś w Polsce położona w województwie zachodniopomorskim, w powiecie pyrzyckim, w gminie Pyrzyce, nad Miedwiem. 
W latach 1945–54 istniała gmina Turze. W latach 1975–1998 miejscowość położona była w województwie szczecińskim.

## Zabytki
- kościół z XV w., kamienny, otynkowany,
- grodzisko z X w. o stromych wałach[3].